# Acridocarpus longifolius
Acridocarpus longifolius là một loài thực vật có hoa trong họ Malpighiaceae. Loài này được (G.Don) Hook.f. mô tả khoa học đầu tiên năm 1849.